# Estação Ferroviária do Barreiro

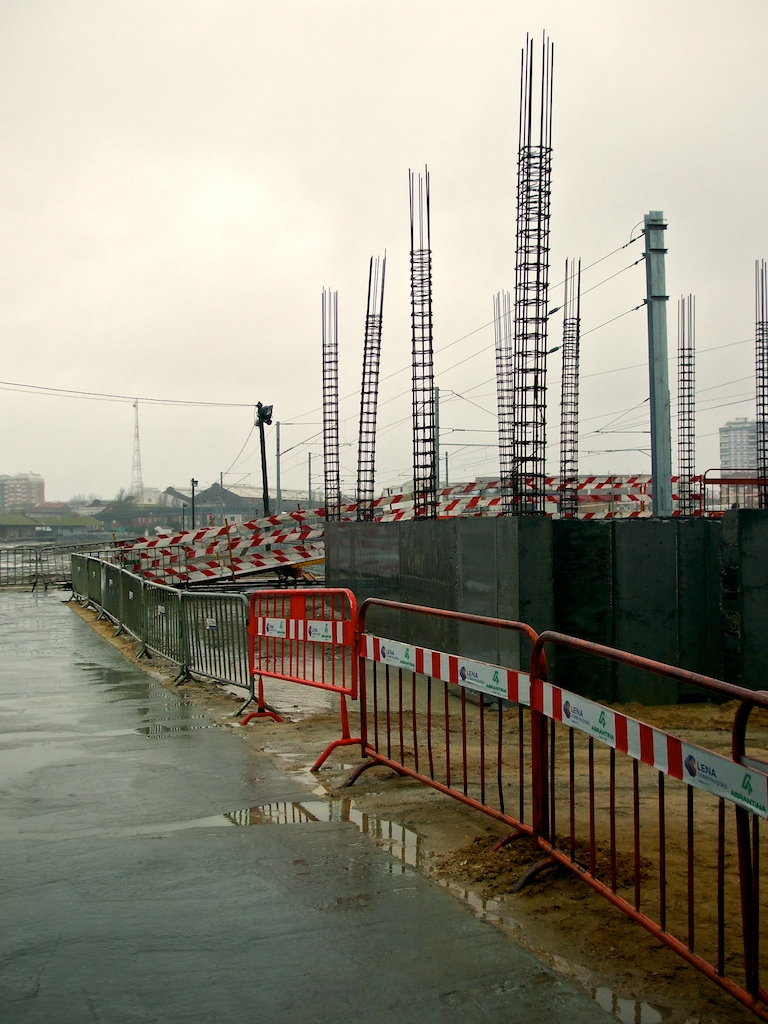
A terceira estação em 2008, na véspera da sua inauguração.

A Estação Ferroviária do Barreiro é uma gare da Linha do Alentejo, que serve de interface entre os serviços ferroviários da Margem Sul do Tejo com os transportes fluviais da Soflusa para Lisboa, em Portugal. A primeira estação a servir esta localidade entrou ao serviço em 15 de Junho de 1857, embora só tenha sido inaugurada em 1 de Fevereiro de 1861. Uma vez que se situava demasiado longe do cais fluvial, foi construída uma nova estação, que abriu em 1884. A nova gare incluía um importante núcleo oficinal, que conheceu obras de ampliação durante a década de 1900, mas na década seguinte as instalações já se estavam a tornar insuficientes para a procura. No entanto, a instabilidade política e social, que se reflectiu na administração dos caminhos de ferro, arrastou o processo, pelo que só na década de 1930 é que foram concluídas as novas oficinas. Entretanto, em 1923 entrou ao serviço o Ramal do Seixal, e em 1935 foi duplicada a via férrea entre o Barreiro e o Lavradio. A estação foi alvo de obras de remodelação e ampliação em 1943, e na década de 1950 as oficinas começaram a albergar locomotivas a gasóleo, vindas de outras linhas que tinham sido electrificadas. Em 14 de Dezembro de 2008, foi inaugurada uma nova interface, e foi encerrada a antiga.

## Descrição

### Localização e acessos

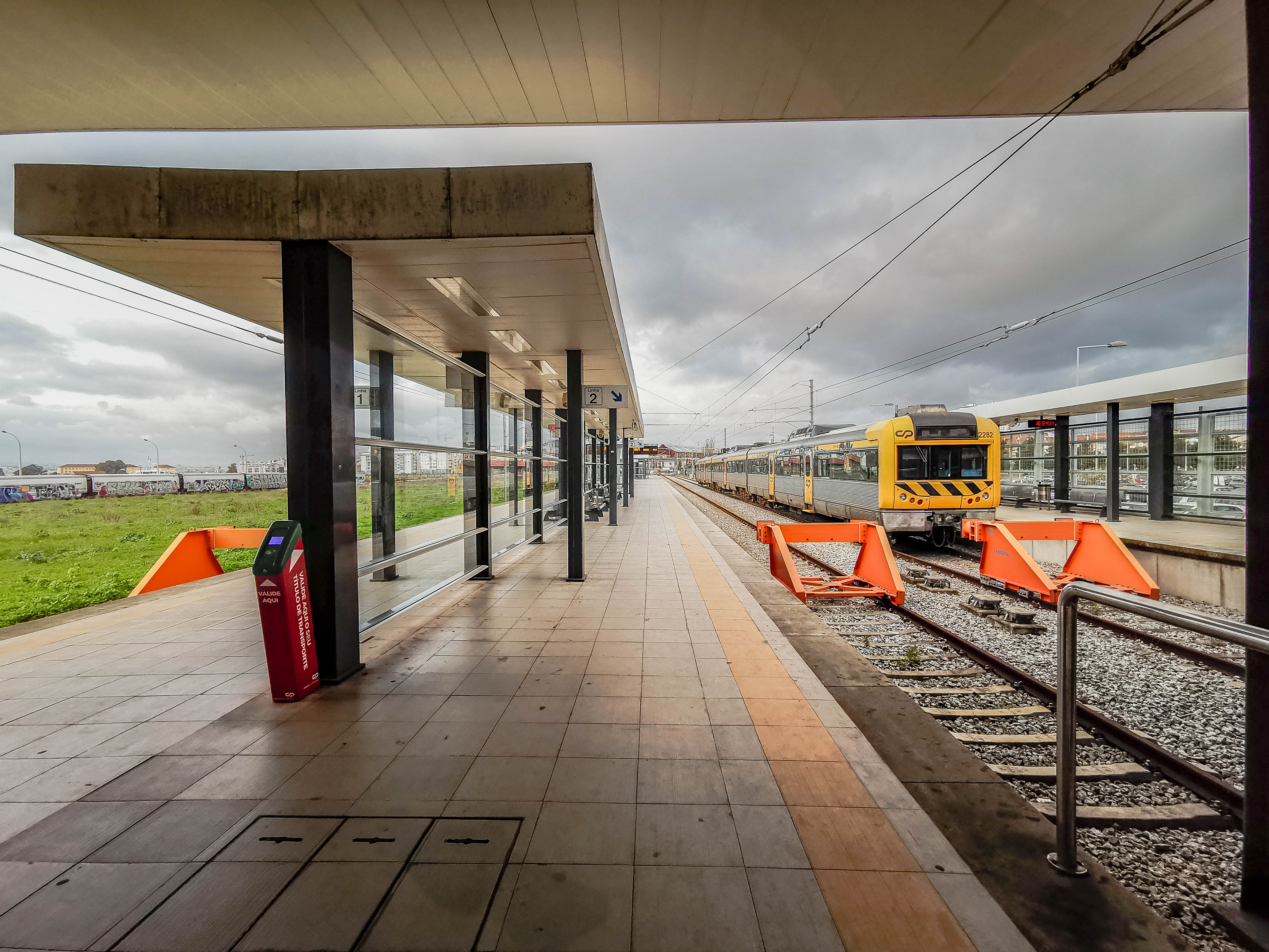
Plataformas da terceira estação.

Esta interface situa-se na cidade do Barreiro, junto à Avenida de Sapadores, no limite entre as duas freguesias urbanas — Alto do Seixalinho, Santo André e Verderena (a sudoeste) e Barreiro e Lavradio (a noroeste), do lado esta última, junto ao Rio Tejo. Esta estação é servida por 24 carreiras de autocarros, 7 da Carris Metropolitana e 17 dos TCB, ligando esta estação a outros destinos na Península de Setúbal.

### Infraestrutura

#### Primeira estação

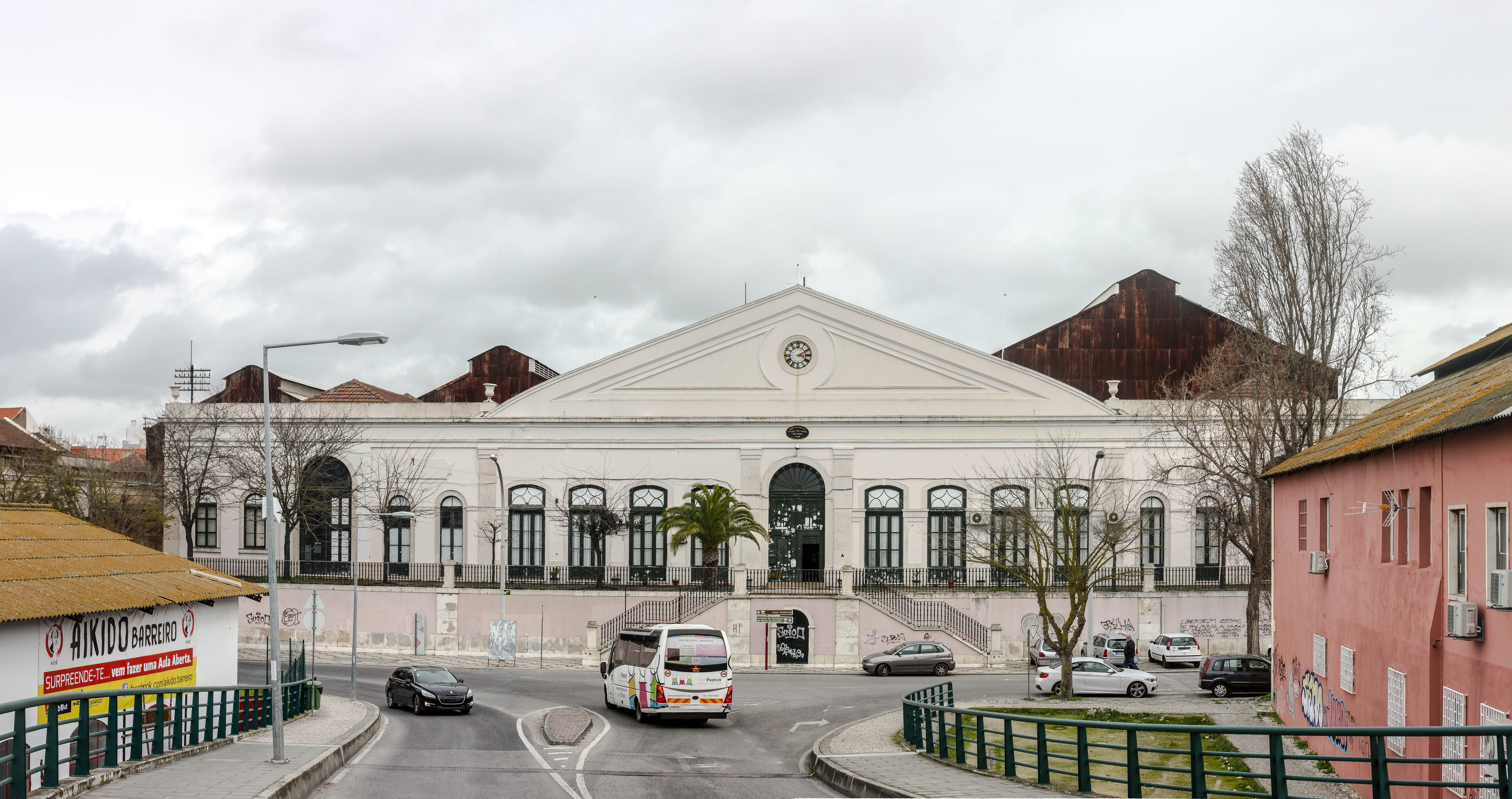
Fachada da primeira estação, em 2020.

A primeira estação (1861-1884) é um edifício de grandes dimensões, com uma frente com cerca de 65 m de largura, 16 vãos para janelas e portas, e três portões. O frontão é triangular, com um relógio. A estação foi relocalizada em 1884 para o futuro terminal Sul e Sueste após queixas de vários passageiros, que necessitavam de atravessar dois quilómetros de areal de modo a conseguirem aceder ao terminal fluvial. O edifício foi mantido, e mais tarde integrado no complexo oficinal do Barreiro da EMEF.

#### Segunda estação

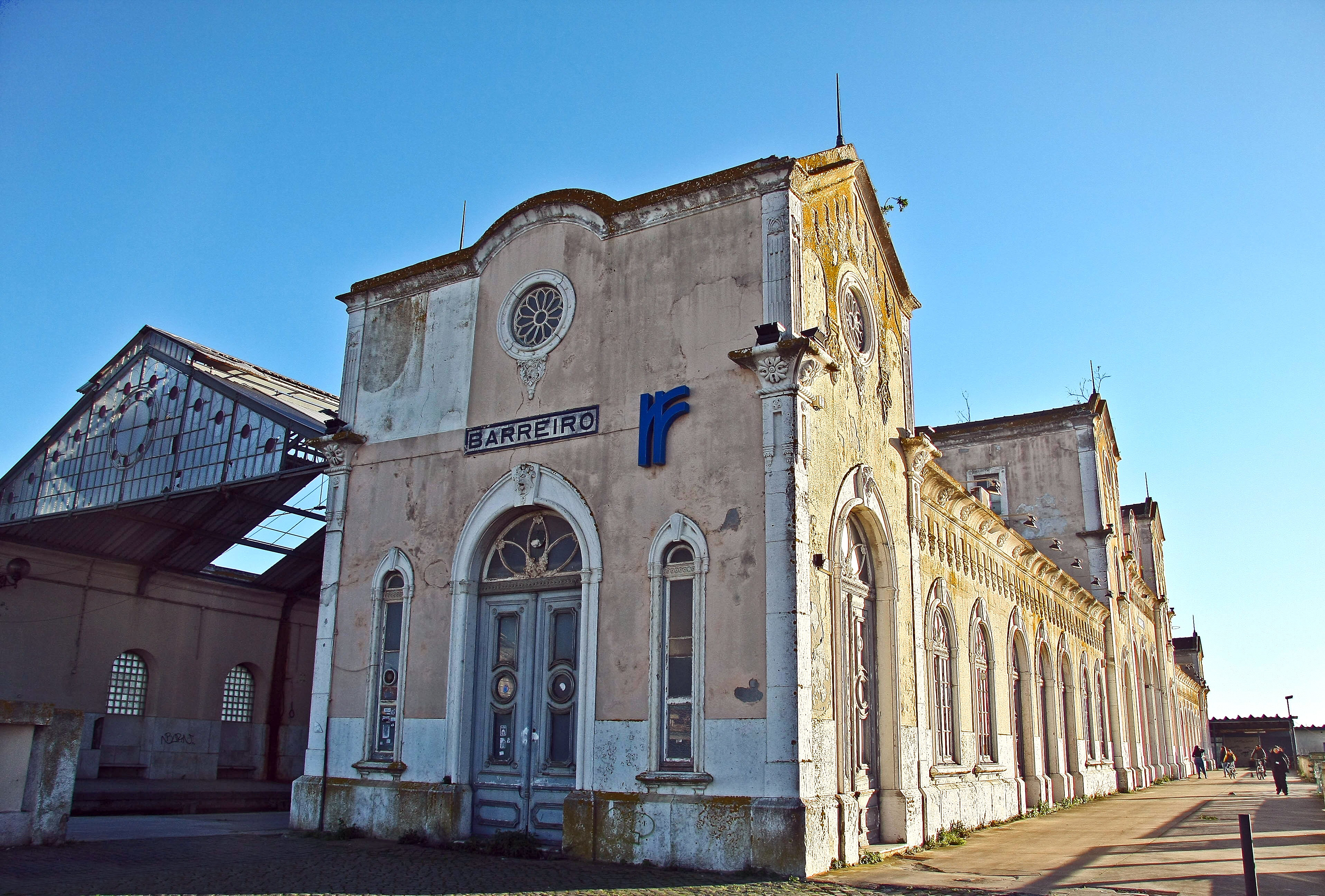
A segunda estação, já em 2020.

Projectada pelo engenheiro Miguel Pais, a segunda estação (1884-2008) conjuga as estéticas Romântica, patente na decoração marítima e vegetalista da fechada poente, em estilo neo-manuelino, e industrial, aparente nos materiais e na forma funcional como a fachada Sul se encontra estruturada.

Em 2004, dispunha de um serviço de apoio ao público da Rede Ferroviária Nacional, e de quatro vias de circulação, onde se podiam efectuar manobras. A estação estava equipada com um centro repartidor, para fazer a triagem do correio transportado por caminho de ferro, com um carimbo próprio. Esta estação servia como interface terminal para os comboios da região ao Sul do Rio Tejo, e como porto fluvial de passageiros e mercadorias, com ligações a Lisboa. Foi encerrada em 2008, com a construção da nova estação, ficando o edifício abandonado e em crescente degradação. Foi declarada em 2018 como «em vias de classificação» (Diário da República 2ª Série, nº 30 de 12 de fevereiro) no âmbito da monumentalização e proteção do Complexo Ferroviário do Barreiro.

#### Terceira estação

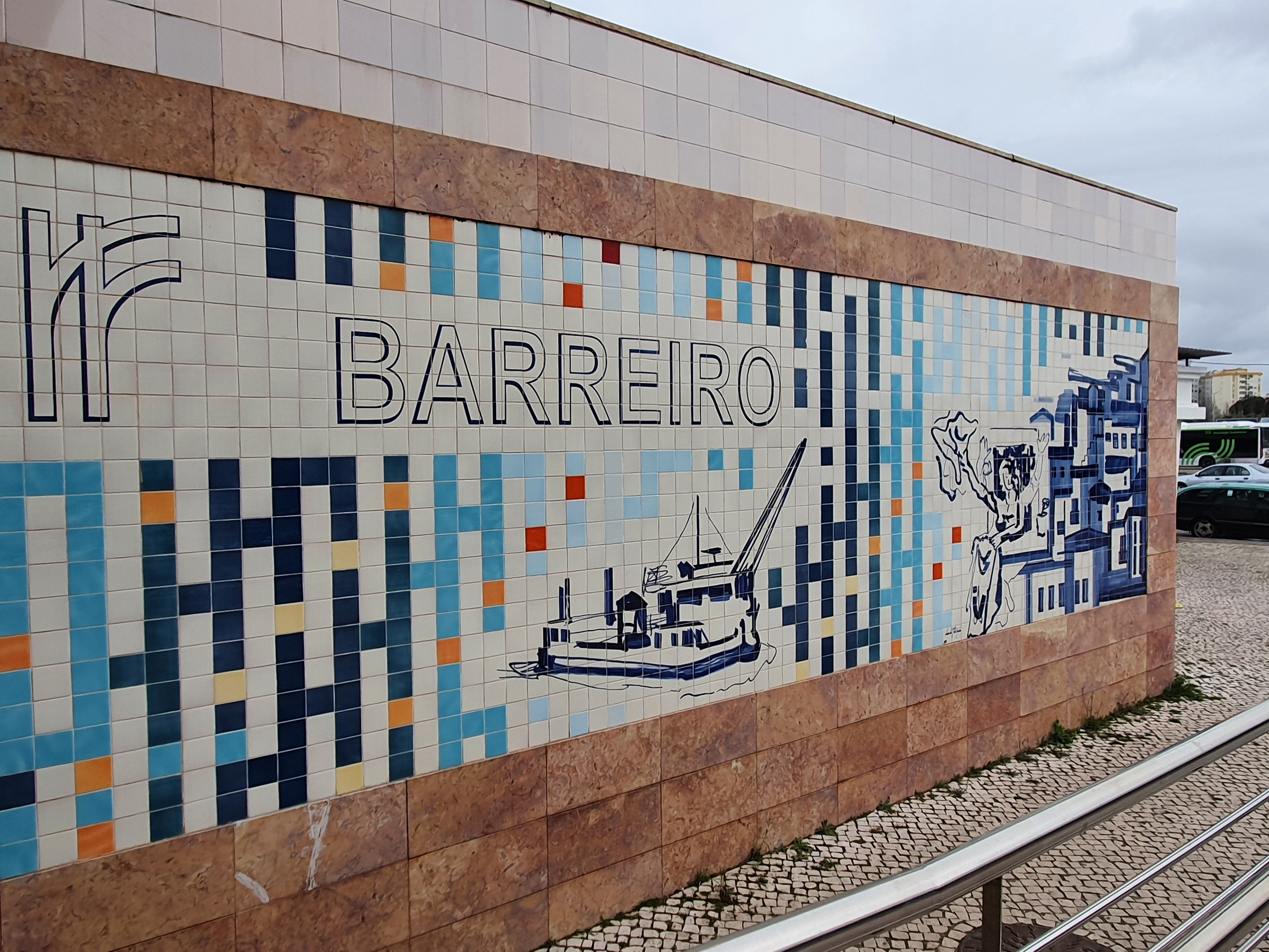
Mural azulejar na terceira estação.

Esta interface apresenta três vias de circulação, identificadas como I, II, e III, com comprimentos de 213, 173, e 149 m, respetivamente, e acessíveis por plataformas de comprimentos entre 123 e 126 m de comprimento e todas com 90 cm de altura. Inaugurada em 2008, situa-se contígua à anterior, cerca de 100 m a SSE, e é constituída apenas por plataformas e respetivos abrigos, sem quaisquer edifícios de apoio; os serviços da estação estão domiciliados no terminal fluvial contíguo; constituíndo no seu todo, em geral, uma infraestrutura de capacidade assaz reduzida em comparação com a de décadas anteriores.

### Serviços
Esta estação é utilizada por serviços urbanos da Linha do Sado, assegurados pela operadora Comboios de Portugal.

## História

### Século XIX

#### Antecedentes e planeamento
Na década de 1850, iniciou-se o planeamento de uma via férrea na margem Sul do Rio Tejo, que seria ligada por via fluvial à cidade de Lisboa. Em 24 de Julho de 1854, o governo assinou um contrato com o Marquês de Ficalho e José Maria Eugénio de Almeida, que representavam uma sociedade para a construção de um caminho de ferro desde a margem esquerda do Tejo até Vendas Novas, com início em Montijo (localidade à época ainda conhecida como Aldeia Galega do Ribatejo). Posteriormente, o ponto inicial foi mudado para o Barreiro, uma vez que este local tinha um porto natural para as embarcações no Vale do Zebro, enquanto que no Montijo teria de ser construído um porto artificial, obra que seria muito dispendiosa. Em 26 de Agosto desse ano, foi assinado um contrato adicional entre o governo e a sociedade, para a construção de uma segunda linha desde a margem Sul do Tejo, no Barreiro, até Setúbal.

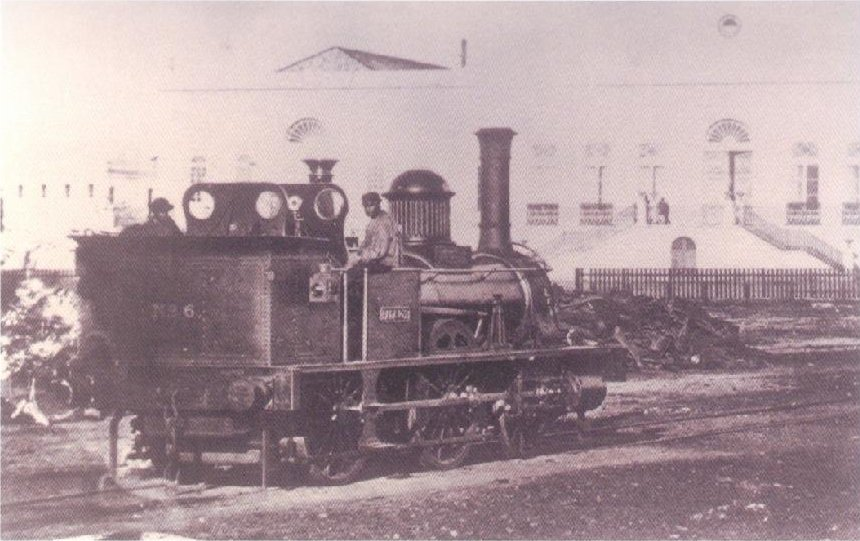
Locomotiva Badajoz em manobras no Barreiro no século XIX, vendo-se ao fundo a estação primitiva do Barreiro.

#### Inauguração da primeira estação e mudança de bitola
O troço entre o Barreiro e Bombel do Caminho de Ferro do Sul (posteriormente denominado Linha do Sul e mais tarde Linha do Alentejo) foi aberto à exploração a 15 de Junho de 1857, pela Companhia Nacional de Caminhos de Ferro ao Sul do Tejo. Porém, esta linha só foi oficialmente inaugurada em 1 de Fevereiro de 1861, ano em que foi concluída a ligação a Vendas Novas e a Setúbal. Originalmente, o Caminho de Ferro do Sul utilizava uma bitola de 1,44 m. Em 7 de Agosto desse ano, a Companhia Nacional foi nacionalizada, tendo o Caminho de Ferro do Sul e o ramal para Setúbal sido entregues à Companhia dos Caminhos de Ferro do Sueste em 21 de Abril de 1864. Ainda nesse ano, as vias foram alteradas para bitola ibérica.

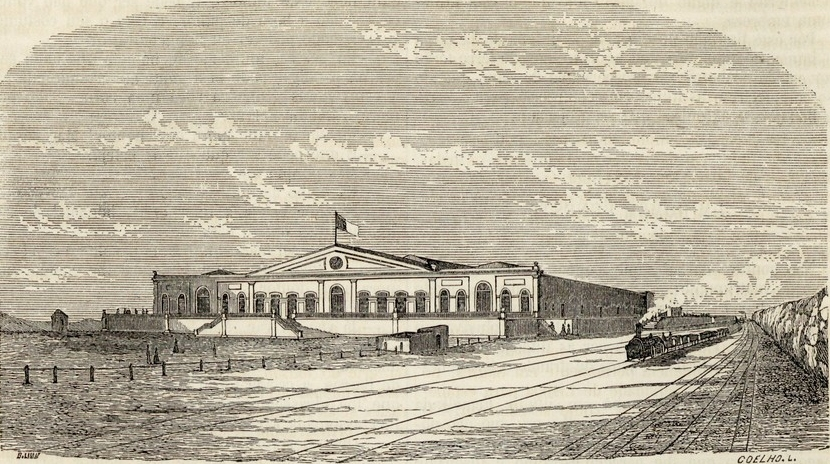
A estação original do Barreiro, nos primeiros anos.

#### Inauguração da segunda estação
Apesar de se considerar que a estação tinha condições ideais para o serviço dos comboios, foi construído a cerca de 2 km de distância do cais fluvial, na área do Mexilhoeiro, obrigando a uma difícil deslocação de passageiros e mercadorias entre os dois pontos. Como parte do contrato assinado em 1864 com a Companhia do Sueste, deveria ser construída uma nova estação no Barreiro, que permitisse melhorar as condições de embarque e desembarque dos passageiros. A Companhia do Sueste foi nacionalizada em 1869, tendo sido já sob a administração estatal que foi instalada a nova estação, junto ao canal dos vapores, com cais próprios para os barcos, facilitando o processo de transbordo. Foi inaugurada em 4 de Outubro de 1884, sendo então conhecida como Estação do Caminho de Ferro Sul e Sueste. A estação original foi convertida no complexo das oficinas gerais, tendo os serviços de grande reparação sido instalados na antiga gare coberta. A linha entre ambas as estações foi aberta à exploração em 20 de Dezembro do mesmo ano. A via-férrea entre as duas estações entrou ao serviço em 20 de Dezembro do mesmo ano. A antiga interface passou a ser utilizada como oficina de tracção, sendo posteriormente ali baseado o Grupo Oficinal do Barreiro, que foi integrado na Empresa de Manutenção de Equipamento Ferroviário em 1994.
Em 1 de Março de 1889, a Gazeta dos Caminhos de Ferro noticiou que tinha chegado o primeiro comboio a Faro, que tinha partido do Barreiro. A inauguração do caminho de ferro até Faro deu-se em 1 de Julho desse ano. Entretanto, o complexo ferroviário do Barreiro foi alvo de obras pontuais no sentido de melhorar as instalações, destacando-se a construção de uma doca para a reparação de vapores, em 1893. Em Outubro de 1897, os reis D. Carlos e D. Amélia fizeram uma visita ao Algarve, tendo viajado de comboio entre o Barreiro e Faro.

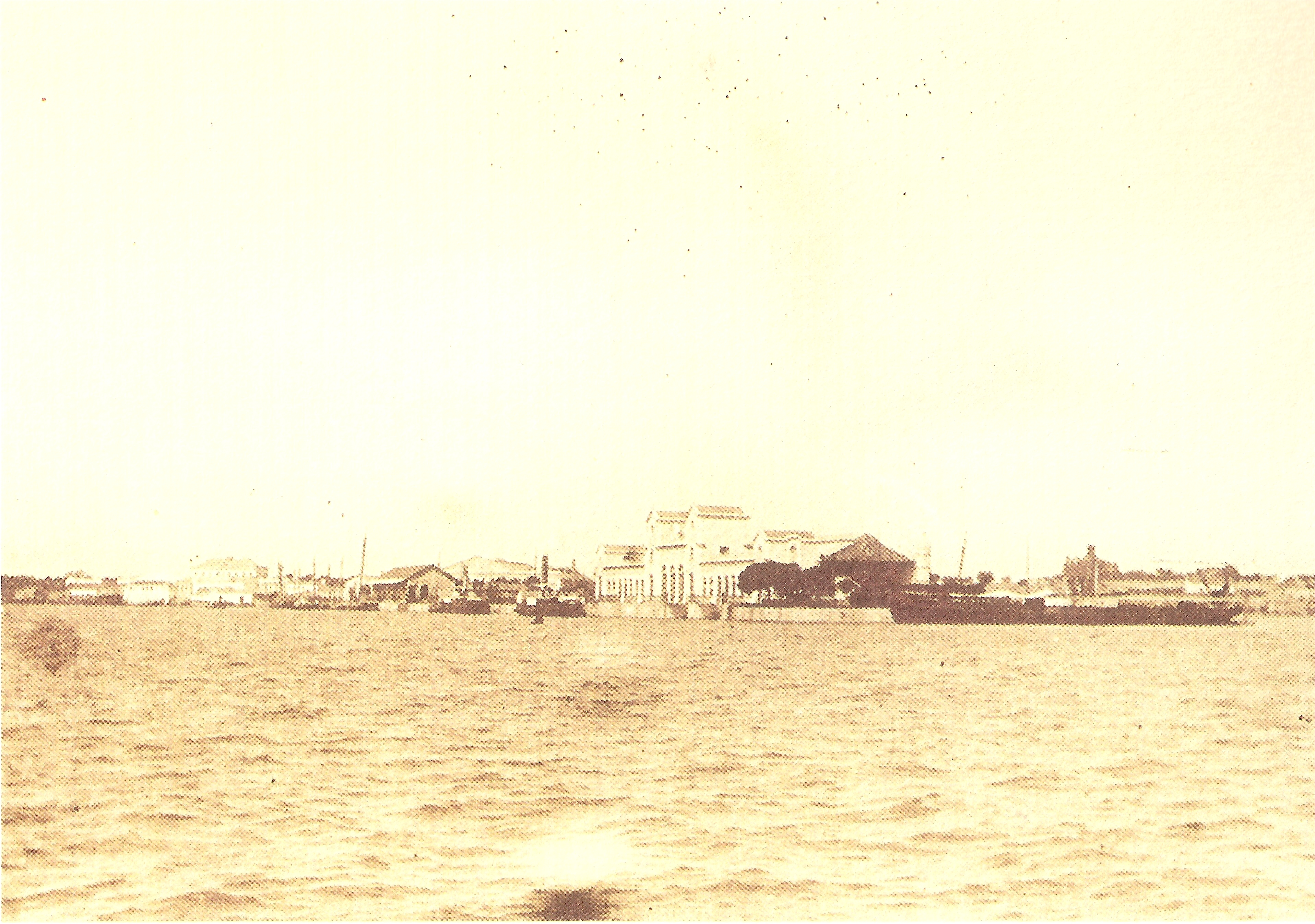
Vista da estação, nos finais do século XIX.

### Transição para o Século XX
Em finais do século XIX, a estação e os armazéns respectivos sofreram obras de ampliação, devido ao facto de se recear que o Ramal de Cacilhas, então em projecto, provocasse uma redução do tráfego ferroviário. Ainda assim, nos inícios do século XX, a estação apresentava vários problemas estruturais, como a ausência de quaisquer estruturas de protecção nos cais para o Rio Tejo, que sofriam de inundações frequentes nos dias de chuva. Por seu turno, as mercadorias tinham de ser embarcadas e desembarcadas num cais de pequenas dimensões, com apenas dois guindastes a vapor, e guardadas num armazém demasiado pequeno para as necessidades. Além disso, estas infraestruturas também serviam para a descarga de carvão, carris e de outros materiais, para os armazéns gerais. Para aproveitar ao máximo o espaço disponível nos barcos, as recovagens e as mercadorias de pequena velocidade eram transbordadas no mesmo local, gerando vários extravios e outras irregularidades no serviço. Além disso, os cais fluviais e as linhas férreas não dispunham de uma identificação adequada do seu uso, o que complicava ainda mais as operações. Estas deficiências encareciam a gestão do terminal, o que se reflectiu nos preços cobrados aos clientes. Devido ao reduzido espaço disponível no local, só se podiam fazer pequenas ampliações, como a instalação de novos guindastes, que não logravam resolver os problemas da estação. Por outro lado, a navegação junto à estação fazia-se com dificuldade, devido ao facto da água apresentar pouca altura em certos locais.

### Século XX

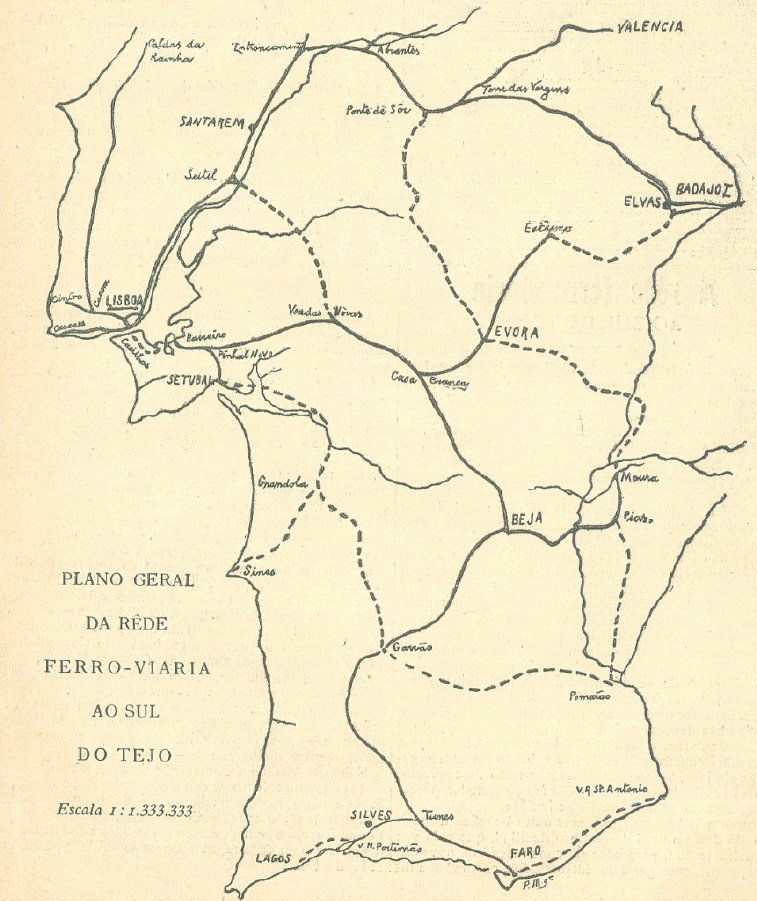
Plano da Rede ao Sul do Tejo, incluindo o projecto do Barreiro a Cacilhas.

#### Décadas de 1900 e 1910
Durante a década de 1900 o complexo ferroviário do Barreiro entrou numa grande fase de desenvolvimento, principalmente nas oficinas, que eram então dirigidas pelo engenheiro Luiz de Orey. Em 5 de Março de 1901, a Direcção do Sul e Sueste anunciou que iria ser aberto o concurso para as obras de expansão da gare do Barreiro. Uma portaria de 1 de Julho desse ano autorizou o conselho de administração dos Caminhos de Ferro do Estado a construir o primeiro lanço de uma linha entre o Barreiro e Cacilhas, desde o Barreiro até à margem direita da Ribeira de Coina. Este projecto, datado de 31 de Dezembro de 1902, foi aprovado em 11 de Julho de 1903. Em 1901, a Companhia União Fabril construiu um complexo químico no Barreiro, que estava ligado à estação por um ramal, denominado de “Ramal Particular das Lezírias”.
Em 1 de Julho de 1902, a Gazeta dos Caminhos de Ferro noticiou que os Caminhos de Ferro do Sul e Sueste já tinham adquirido seis aparelhos de iluminação Kitson, a petróleo, que iriam ser primeiro experimentados na estação, e depois instalados na gare de Beja. Nessa altura, estava-se a estudar a introdução de um sistema de fornecimento de energia, que seria utilizado para a iluminação da estação, e para alimentar as máquinas e os aparelhos nas oficinas. Em 1 de Dezembro desse ano, a Gazeta reportou que a empresa Siemens & Halske iria ser contratada para instalar o fornecimento da electricidade para a estação e as oficinas do Barreiro.
Um diploma do Ministério das Obras Públicas, Comércio e Indústria de 19 de Setembro de 1903 ordenou a expropriação de uma parcela de terreno, para a construção de um caminho entre as ruas Miguel Pais e Carlos Albers, no âmbito das obras de ampliação desta interface. Em 1 de Abril de 1903, a Gazeta noticiou que já tinham chegado os materiais e mecanismos para a instalação de pequenas máquinas-ferramentas portáteis a ar comprimido, indo-se iniciar a montagem. Previa-se que com a introdução destes novos equipamentos, os trabalhos de reparação do material circulante iriam ficar mais rápidos e menos dispendiosos, especialmente nas locomotivas. Nessa época, previa-se que iriam iniciar-se brevemente as obras de instalação de uma central eléctrica, que iria ser utilizada tanto para a iluminação como para a alimentação das máquinas das oficinas, com a introdução de máquinas-ferramentas eléctricas, que seriam montadas numa nova oficina de carpintaria e marcenaria. Estava igualmente programada a instalação de guindastes na estação, e a entrada ao serviço de novas barcaças para os serviços fluviais do Sul e Sueste.
Em 1 de Janeiro de 1905, a Gazeta reportou que tinha sido instalada uma casa de lenhas na estação, para ser utilizada pelo pessoal, especialmente de tracção e oficinas, e em 1 de Novembro informou que tinham sido construídos lavabos para o pessoal. Em 1 de Fevereiro de 1908, a família real passou pela estação durante a viagem do Alentejo para Lisboa, tendo sofrido um atentado pouco depois de ter saído da estação fluvial do Sul e Sueste. Em 16 de Junho de 1909, a Gazeta noticiou que tinha sido ordenada a conclusão de um terrapleno que estava destinado a oficinas, e o empedramento dos taludes para creosotagem. Em 1 de Abril de 1910, a Gazeta informou que iriam ser construídos quarenta vagões nas oficinas do Barreiro, destinadas à rede do Sul e Sueste.
Em Janeiro de 1912, deu-se uma greve dos carregadores dos caminhos de ferro no Barreiro. Em 1913, existia uma carreira de diligências desde a estação até Palhais, Coina e Azeitão.
Devido à contínua expansão na rede ferroviária nas regiões meridionais do país, a partir da década de 1910 verificou-se a necessidade de expandir as oficinas do Barreiro, ou de construir um novo complexo oficinal nas imediações, de forma a acompanhar as crescentes necessidades de manutenção da frota de material circulante. Em Dezembro de 1918, os engenheiros Ernesto de Oliveira Rocha, chefe do Serviço de Material e Tracção dos Caminhos de Ferro do Sueste, e Artur de Campos Ventura, sub-chefe do mesmo departamento, elaboraram um projecto para a remodelação e ampliação das Oficinas Gerais no Barreiro. Estimou-se que o orçamento para as obras e as máquinas ferramentas seria inferior a 500.000$00. No entanto, o conselho de administração dos Caminhos de Ferro do Estado não aprovou este projecto, nem ordenou a elaboração de um novo que pudesse melhorar a operação das oficinas, pelo que no interior do complexo oficinal foi-se juntando um grande número de material circulante, a motor ou rebocado, que não podia circular e que por isso estava espalhado pelas oficinas, depósitos e outros locais.

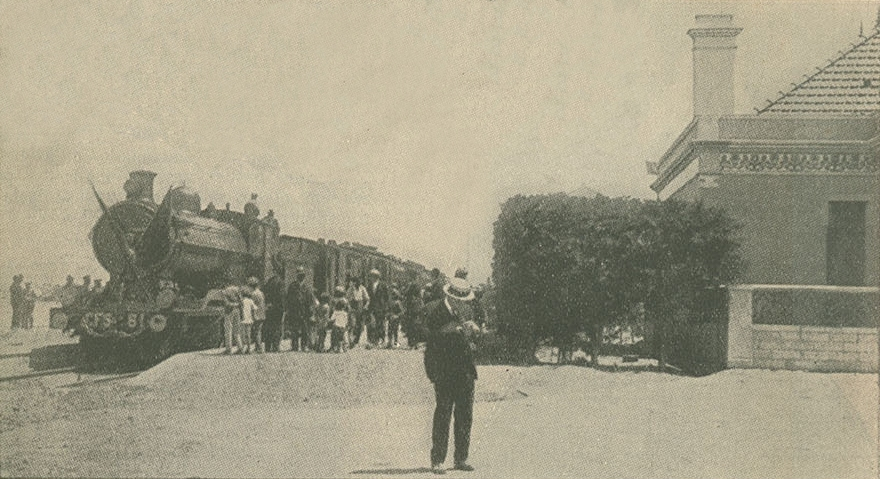
Inauguração do Ramal do Seixal, em 29 de Julho de 1923.

#### Década de 1920

##### 1920 a 1925
Em 1920, verificou-se um grande aumento no número de material parqueado no Barreiro, devido às greves, pelo que o novo chefe do Serviço de Material e Tracção, Oliveira Cabral, fez um novo projecto de ampliação para as oficinas. Uma vez que nessa altura já estava a faltar o material circulante para responder à procura nas linhas do Sul e Sueste, o conselho de administração utilizou este ante-projecto como base para um concurso público em Março de 1921. Porém, não apareceram quaisquer concorrentes, pelo que a administração contratou a empresa Armstrong para executar este projecto, que iniciou desde logo os estudos. Um despacho de 21 de Julho desse ano autorizou a administração dos Caminhos de Ferro do Estado a contratar o fornecimento dos materiais para a construção das oficinas gerais do Barreiro com a empresa William Beardmore & Cª Ltd. No entanto, o acordo com a Armstrong ainda estava a ser negociado quando ocorreu a violenta revolta de 19 de Outubro de 1921 em Lisboa, levando à queda do governo, e à substituição do conselho de administração, que cancelou as negociações e ordenou a abertura de um novo concurso. Cerca de um ano depois, em 27 de Setembro de 1922, foi aprovada pelo Conselho de Ministros uma informação da comissão administrativa, que propunha que as obras para as novas oficinas do Barreiro fossem adjudicadas à empresa William Beardmore pelo valor de £ 203.867. Esta adjudicação foi duramente criticada, mas mesmo assim o contrato foi assinado em 3 de Março de 1923, para o fornecimento de todos os materiais necessários à ampliação das oficinas, excepto pelas alvenarias. Em finais desse ano iniciaram-se as obras no local das antigas oficinas, e em Janeiro de 1924 foi autorizada a aquisição das máquinas ferramentas a várias empresas, por £ 61,340.
Em Março de 1924, quando já tinha sido retomado o conselho de administração dos Caminhos de Ferro do Estado, este órgão ordenou a paralisação das obras, uma vez que tinha sido informado que para construir as novas oficinas naquele local seria necessário encerrar as antigas instalações durante cerca de dois anos. Alegando que no Barreiro existia um clima de desordem social, em 8 de Março determinou  que as novas oficinas deveriam em vez disso instaladas no Pinhal Novo. No entanto, esta medida não agradou às autoridades políticas e económicas do Barreiro, que reclamaram junto do governo. Além disso, provou-se que o conselho de administração tinha excedido as suas atribuições, uma vez que a ordem de construir as novas oficinas no Barreiro tinha sido dada pelo conselho de ministros, pelo que o ministro das Obras Públicas cancelou a decisão de se mudarem as obras para o Pinhal Novo, e ordenou que fosse criada uma comissão para estudar o assunto. Esta comissão, formada pelos engenheiros Costa Serrão, Carlos Albers, Duro Sequeira e Perpétuo da Cruz, chegou à conclusão que o projecto da empresa Beardmore era tão grande que só poderia ser concretizado caso fossem paralisadas as antigas oficinas, e que o espaço disponível não era suficiente para as novas instalações. Ainda assim, concordou que deviam ser feitas no Barreiro, uma vez que ficavam junto das instalações fluviais, e por naquela localidade ser mais fácil a recruta dos novos operários, por já existirem as habitações e os equipamentos urbanos, como parques e escolas. Refutou igualmente as alegações de desordem social que tinham sido feitas pelo conselho de administração. O ministro concordou com este relatório e ordenou que a direcção do Sul e Sueste elaborasse dois projectos, um de acordo com as conclusões da comissão, e outro onde fossem instaladas as novas oficinas no terrapleno entre o Barreiro e o Lavradio. Foi formada uma segunda comissão, constituída pelos engenheiros Carlos Albers, Duro Sequeira, Zacarias Santana, Rodrigo Monteiro e Eugénio Amaral, para dar a sua opinião sobre as duas hipóteses. No entanto, não se chegou a acordo, uma vez que dois dos membros preferiam o terrapleno enquanto que os restantes continuaram a defender as conclusões da primeira comissão. O assunto foi assim submetido ao Conselho Superior de Obras Públicas, e em Janeiro de 1925 o Ministro emitiu um despacho, onde ordenou que as oficinas fossem totalmente construídas no terrapleno. Na sequência deste despacho, a Direcção do Sul e Sueste iniciou as obras de terraplanagem no local escolhido, que custaram 1:500.000$00.
Entretanto, em 29 de Julho de 1923 entrou ao serviço o Ramal do Seixal, que ligava aquela vila ao Barreiro.

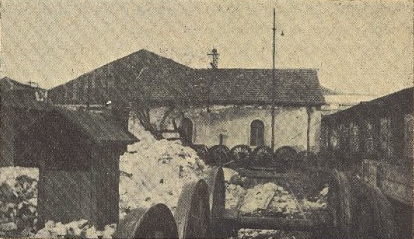
Antiga oficina de moldes e parque de rodados.

##### 1925 a 1930
Em Março de 1925, iniciou-se a construção da carvoeira mecânica do Barreiro, que foi concluída em Outubro de 1926. Esta estrutura custou várias centenas de contos e tinha capacidade para 250 toneladas de carvão, mas nunca chegou a ser utilizada regularmente.
Durante uma reunião do conselho de administração dos Caminhos de Ferro do Estado, em 27 de Outubro de 1926, foi discutido um pedido da direcção dos Caminhos de Ferro do Sul e Sueste, para a substituição do perré da estação por uma muralha, cuja construção estava orçada em 194.400$000 réis.
Durante a Revolta de Fevereiro de 1927, os ferroviários do Barreiro aderiram ao golpe, interrompendo a circulação dos comboios. Também em 1927, os Caminhos de Ferro do Estado foram arrendados à Companhia dos Caminhos de Ferro Portugueses, que começou a explorar as antigas redes do Minho e Douro e do Sul e Sueste em 11 de Maio desse ano. Na sequência deste processo, foi criada uma terceira comissão em Dezembro, formada pelos engenheiros Duro Sequeira, Júlio José dos Santos e Mário Costa, por parte do estado, e Ferreira de Mesquita e Jorge Malheiro, da C. P.. Esta comissão também não chegou a acordo, uma vez que os representantes do estado queriam que as oficinas fossem construídas no Barreiro, enquanto que os da companhia defendiam que devia ser construído um só núcleo oficinal para todas as linhas, de forma a reduzir as despesas, embora não tenham avançado com hipóteses onde poderiam ser construídas essas oficinas centrais. A principal aposta para o local das oficinas centrais era então em Contumil, embora isto levaria a que as maiores locomotivas tivessem de ser desmontadas para atravessar a Ponte D. Maria Pia, devido às grandes limitações de peso daquela estrutura. Além disso, os representantes da empresa alegaram que o Barreiro não era o local ideal para a construção, devido à má qualidade das águas, da proximidade das instalações da Companhia União Fabril, e da futura necessidade de ampliar a estação, embora se tenha previsto que a actual estação tinha capacidade para operar pelo menos durante mais vinte anos. Posteriormente, foi formada uma quinta comissão, constituída pelos engenheiros Carlos Pinto Machado, Júlio José dos Santos e Ferreira de Mesquita, que também dividiu a sua opinião entre a instalação das oficinas no terrapleno ou a construção de um núcleo oficinal central, como tinham anteriormente alvitrado os representantes da Companhia dos Caminhos de Ferro Portugueses.
A Gazeta dos Caminhos de Ferro opinou que seria impossível construir o novo complexo no terrapleno devido à grande quantidade de gases químicos expelidos pelas fábricas da Companhia União Fabril, que seria tóxica para os trabalhadores e corrosiva para os metais, incluindo as ferramentas e as estruturas dos edifícios. Em vez disso, defendeu a construção das novas oficinas no local das antigas, uma vez que se podiam aproveitar os anexos já construídos, como escritórios e refeitórios, grandes máquinas ferramentas como o compressor de ar ou o o produtor de acetileno, e as instalações de electricidade, água, esgotos e ar comprimido. A deslocalização do centro oficinal obrigaria à construção de novas oficinas para o depósito de locomotivas, e a instalação de novos complexos para os departamentos da Via Fluvial e da Central Eléctrica, uma vez que as oficinas já existentes, além de fazer a manutenção do material circulante, também faziam as reparação para a Via Fluvial e ajudavam na conservação das locomotivas no depósito. No caso da Via Fluvial, seria mais económica a construção de um novo centro de reparação de embarcações do que estar constantemente a transportar os materiais a partir do terrapleno, além que esta operação iria complicar as operações. Um outro ponto prendia-se com o transporte dos materiais de construção e das máquinas já existentes nas antigas oficinas para o terrapleno, que teria de ser feito através de zorras ou vagões, processo que ficaria bastante caro. A estabilidade dos solos no terrapleno também foi posta em causa, devido à presença de água no subsolo, o que obrigaria a extensas e caras obras de estabilização dos terrenos. Por outro lado, a mudança de local obrigaria à deslocação de cerca de 700 famílias, o que causaria grandes problemas à economia local do Barreiro. Além disso, os trabalhadores que residiam em Lisboa e no Barreiro teriam de se deslocar a pé em cima da via férrea para chegar ao terrapleno, que ficava a cerca de 2 km de distância da estação, ou então teria de se criar um comboio operário para este fim. A única vantagem que existia em construir as novas oficinas gerais no terrapleno do Lavradio prende-se com as suas grandes dimensões, que permitiria futuras ampliações do complexo, se necessário. A zona junto ao Barreiro já estava quase toda preenchida, deixando pouco espaço disponível para expandir as oficinas já existentes, mas poderia ser aumentado através da expropriação dos terrenos vizinhos, como os campos em frente do Palácio de Coimbra, que então pertenciam ao estado, ou da demolição de várias pequenas oficinas, que poderiam ser facilmente relocalizadas. De qualquer forma, acreditava-se que não seria necessário para breve quaisquer obras de expansão, uma vez que as novas oficinas já tinham sido planeadas de forma a reparar vinte locomotivas em simultâneo, e uma maior capacidade não seria necessária devido à crise que os caminhos de ferro atravessavam na altura.
Em 20 de Julho de 1928, deu-se um novo movimento revolucionário, durante o qual uma companhia de infantaria do quartel de Setúbal se juntou aos ferroviários do Barreiro, causando uma nova interrupção na circulação dos comboios. Em 1 de Março de 1929, a Gazeta noticiou que a Companhia dos Caminhos de Ferro Portugueses estava a planear a duplicação da via férrea entre o Barreiro e Setúbal.

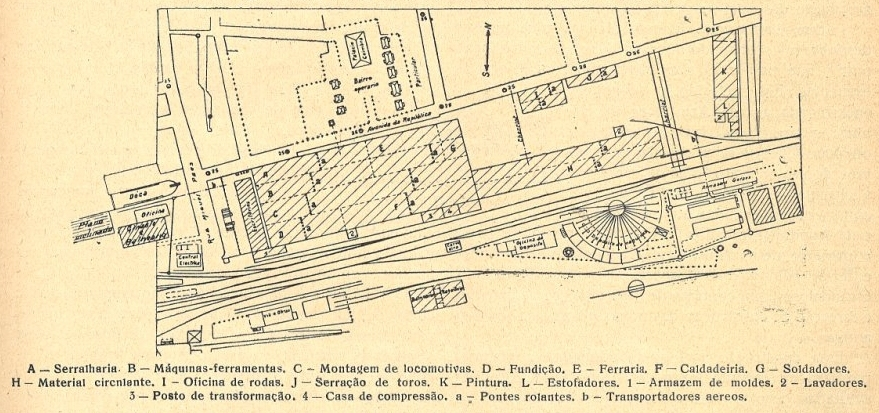
Planta das novas oficinas do Barreiro.

#### Década de 1930

##### 1930 a 1935
Na década de 1930, o arquitecto Cottinelli Telmo projectou um armazém de víveres no Barreiro, que foi construído e ampliado na década seguinte, para servir de protótipo para a concepção de outros edifícios deste género no país. Em 1931, a Companhia dos Caminhos de Ferro Portugueses adquiriu o navio Évora, para fazer os serviços fluviais entre Lisboa e o Barreiro. Foi considerado um dos melhores navios deste tipo na época, melhorando consideravelmente a qualidade do serviço, tendo assegurado este percurso até aos finais de 1975.
No Relatório de 1931-1932 da Direcção Geral de Caminhos de Ferro, foi registada a despesa de 1.500 contos em obras na estação. Em 1932, a Companhia dos Caminhos de Ferro Portugueses construiu um reservatório para água em betão com a capacidade de 300 m³, concluiu a reconstrução da muralha Sul do Barreiro, e continuou as obras na muralha Norte. Em Junho de 1933, iniciou-se a construção das novas Oficinas Gerais do Barreiro. Também em 1933, a companhia reconstruiu parte da muralha Norte, e construiu um plano inclinado. Em 25 de Agosto de 1933, foi assinado o contrato com a Sociedade de Construções Metálicas para a empreitada de construção dos edifícios para as novas oficinas, no valor de 2:396.000$.
Em 1934, a Companhia instalou duas linhas telefónicas duplas entre o Barreiro e o Pinhal Novo, e construiu o plano inclinado da muralha Norte do Barreiro. Também em 1934, o acesso rodoviário foi melhorado devido à construção da Avenida dos Sapadores. Durante a greve geral de 18 de Janeiro de 1934, os grevistas de Silves combinaram com os seus colegas do Barreiro, para que estes bloqueassem os comboios, como sinal de que a greve tinha começado. Assim, o comboio que devia seguir do Barreiro para o Algarve foi temporariamente impedido de sair, e quando em Silves este não apareceu à hora normal, iniciou-se a greve naquela cidade algarvia. No entanto, os ferroviários retraíram-se e deixaram passar o comboio, que chegou a Silves quando os grevistas já se estavam a preparar para assaltar o quartel da Guarda Nacional Republicana. Em 21 de Junho desse ano, realizou-se um comboio especial para a inauguração do troço até Santiago do Cacém da Linha de Sines, que começou e terminou no Barreiro. Em 1934 também funcionava uma escola para aprendizes dentro do complexo oficinal do Barreiro, onde se formavam os operários, e cujo currículo incluía educação física e desenho.

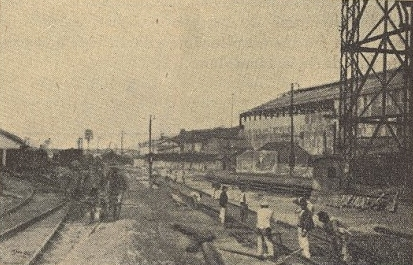
Duplicação da via entre o Barreiro e o Lavradio, 1935.

##### 1935 a 1940
Em 1934 o governo publicou vários documentos relativos ao concurso para a construção de uma ponte sobre o Tejo em Lisboa, então planeada de forma a ligar o Montijo ao Beato, tendo uma das justificativas apresentadas para a instalação da ponte sido a facilitação no transporte de mercadorias com destino a Lisboa. Com efeito, com a construção da ponte deixaria de ser necessário o descarregamento de mercadorias no Barreiro e o seu embarque em navios até Lisboa, facilitando e reduzindo os custos das operações de transporte.
Para a construção da avenida e das novas oficinas, a zona do complexo ferroviário foi profundamente modificada, tendo sido demolidos vários edifícios de armazéns e escritórios, e construídas novas plataformas para desembarque de passageiros e mercadorias. A instalação da avenida envolveu a execução de vários aterros e desaterros e o alteamento da muralha, e a construção de uma balaustrada em cimento armado, de forma rendilhada. Também foi modificado o traçado das vias férreas, de acordo com o estudo para a nova linha dupla entre o Barreiro e o Pinhal Novo. Desta forma, a via passou a circular pela rectaguarda do Depósito de Máquinas, levando à demolição do Barreiro-A, que deveria ser substituído pela Estação de Barreiro-Terra. As obras para a nova linha iniciaram-se em 7 de Fevereiro de 1935, tendo o novo traçado entrado ao serviço em 21 de Julho do mesmo ano. A Gazeta dos Caminhos de Ferro de 16 de Agosto noticiou que já tinha sido concluído o assentamento das vias no interior da estação, tendo sido utilizados dados de cantaria metidos em betão, sistema já utilizado na estação do Rossio. Informou igualmente que estava prevista a instalação de iluminação eléctrica na gare, obra que seria dirigida pelo engenheiro Bolina, dos Serviços Eléctricos de Tracção. As obras de assentamento das novas vias foram feitas sem interromper a circulação ferroviária.
Em 9 de Abril de 1935, a Direcção Geral de Caminhos de Ferro ordenou que o engenheiro chefe da divisão de construção, Rodrigo Severiano do Vale Monteiro, outorgasse em nome do ministro das Obras Públicas num contrato a celebrar com a Sociedade de Construções Metálicas, relativo a uma empreitada para a construção de um posto de transformação e de uma sala de compressores, a demolição de um pequeno edifício onde estavam situadas a escola de maquinistas, a caixa privativa do pessoal e um posto médico, a modificação do interior do edifício dos escritórios centrais, e a construção de um lavatório e de um alpendre entre as fachadas Leste do edifício dos escritórios centrais e Oeste das novas oficinas gerais. Em 16 de Julho, a Gazeta dos Caminhos de Ferro reportou que estava em construção a Avenida dos Caminhos de Ferro, que se iniciava em frente do edifício das Oficinas Gerais e terminava junto à estação de Barreiro-Mar, melhoramento que era pedido há muitos anos. A nova avenida tinha uma faixa de rodagem de 6,5 m, construída com cubos de granito de Monte Redondo, ladeada por passeios. Tinha um comprimento de 420 m, dos quais cerca de metade eram à beira mar.
O edifício da estação também sofreu grandes modificações, tendo sido abertos novos vãos, enquanto que o lado oriental foi forrado com azulejos brancos, estando nessa altura prevista a instalação de dois painéis alusivos às regiões do Alentejo e do Algarve. Todas as obras no complexo do Barreiro foram pagas pelo Fundo Especial de Caminhos de Ferro e administradas pela Companhia dos Caminhos de Ferro Portugueses, tendo empregado várias centenas de trabalhadores. As obras de construção civil foram dirigidos pelo engenheiro Borges de Almeida, apoiado pelos contramestres António de Miranda, Gonçalo Joaquim Rodrigues e António Sousa Ferreira, e supervisionadas pelo engenheiro Constantino de Carvalho, sub-chefe da divisão de Via e Obras. A conclusão das obras estava planeada para 30 de Junho desse ano, mas foi atrasada devido a problemas no fornecimento dos materiais, pelo que se previa que fossem terminadas apenas nos finais de Julho. Também em 1935, foi construído outro plano inclinado na estação.
Em 11 de Novembro de 1935, foi fundado no Barreiro o Sindicato Nacional dos Ferroviários do Sul de Portugal.
Um diploma de 3 de Junho de 1936, emitido pela Direcção Geral de Caminhos de Ferro, aprovou o auto de recepção definitiva para uma empreitada relativa à construção e montagem dos novos edifícios para a instalação completa das oficinas gerais, que tinha sido adjudicada à Sociedade de Construções Metálicas. O complexo oficinal incluía um depósito de máquinas, para manutenção do material circulante, que estava equipado com uma rotunda. Em 16 de Outubro desse ano, a Gazeta dos Caminhos de Ferro noticiou que a carvoeira do Barreiro iria ser demolida. Nesse ano, a Companhia dos Caminhos de Ferro Portugueses reconstruiu uma das pontes do cais do Barreiro, em betão armado.
Em 6 de Janeiro de 1937, a Direcção Geral de Caminhos de Ferro emitiu vários despachos para empreitadas de aquisição de equipamentos para as oficinas do Barreiro, nomeadamente uma máquina para abrir roscas em fusos de mudança de marcha de locomotiva e tensores de vagões, mais sete freses diversos para a mesma máquina, à firma Francisco José Simões, Limitada; cinco tornos com 1:200 mm de distância entre pontos, com cava, treze tornos de iguais dimensões mas sem cava, e uma máquina de fresar e 415 freses, à empresa Aços Finos Roeschling S. A.; e dois tornos revólver para material de 50 mm de diâmetro, tornos revólver para 40 mm, uma máquina manual para debruar chapas até 1 mm de espessura, 25 freses diversos e cinco serras circulares, à casa Fritz W. Meyer, Limitada. No mesmo dia, também foram emitidos diplomas para aprovar o auto de recepção definitiva para a construção do lavatório e das oficinas gerais do Barreiro, cuja empreitada tinha sido entregue à Sociedade de Construções Metálicas, e para adjudicar à firma Siemens uma instalação completa para cromar, niquelar, oxidar e cobrear. As obras das novas Oficinas Gerais do Barreiro foram concluídas em 1937. A construção das novas oficinas foi feita de forma a não se interromperem as operações, como as reparações de material circulante. As novas instalações constituíram um importante progresso para as operações de manutenção da companhia, em combinação com a introdução de novos métodos de trabalho, que melhoraram a produtividade e reduziram os custos.
Em 1938, a Companhia União Fabril já possuía cerca de 25 km de vias próprias, na zona do Barreiro. O relatório da Direcção Geral de Caminhos de Ferro para 1938 registou a despesa de 3000 contos com obras de melhoramento em várias estações, incluindo a do Barreiro. Um diploma da Direcção Geral de Caminhos de Ferro, publicado no Diário do Governo n. 77, II Série, de 3 de Abril de 1939, aprovou o auto de recepção definitiva para as segunda e terceira fases da empreitada de construção dos novos edifícios para as oficinas gerais. Em 26 de Maio de 1939, foi organizada uma viagem de Lisboa até Setúbal para celebrar o final de um curso do Regimento de Sapadores dos Caminhos de Ferro, tendo o percurso do Terreiro do Paço até ao Barreiro sido feito de barco, e depois de comboio até Setúbal.

#### Década de 1940
Em 1 de Junho de 1940, a Gazeta dos Caminhos de Ferro noticiou que no dia 22 de Maio tinha sido oficialmente inaugurado, na estação de Alcântara-Terra, um conjunto de trinta e cinco carruagens da C. P., que tinham sido modernizadas e transformadas nas oficinas do Barreiro. Acrescentou igualmente que tinham sido desembarcadas em Lisboa sete carruagens de origem americana, parte de um lote de 28 unidades, 22 das quais iriam ser parcialmmente montadas no Barreiro. Para este fim, foi criada uma divisão especial das oficinas, e instalados novas ferramentas eléctricas de soldagem. Também nesse ano, a Gazeta dos Caminhos de Ferro informou que a Companhia dos Caminhos de Ferro Portugueses tinha iniciado uma carreira de autocarros entre a estação do Barreiro e a cidade de Évora, em complemento dos seus serviços ferroviários.
Em 1941, foram montadas no Barreiro várias carruagens produzidas pela fábrica americana Budd, que utilizavam uma nova técnica de construção, chamada de concepção tubular. Em 1943, foram efectuadas obras de ampliação e remodelação nesta interface. Entre Junho e Agosto de 1945, chegaram de navio várias locomotivas a vapor que utilizavam gasóleo em vez de carvão, que foram montadas rapidamente nas oficinas de Santa Apolónia e do Barreiro, uma vez que eram urgentemente necessárias devido à falta de carvão que se fazia sentir nessa altura.
Em meados da década de 1940, ainda existiam problemas nas comunicações ferroviárias entre a capital e o Algarve, devido principalmente à lentidão dos comboios; com efeito, os comboios rápidos levavam quase um dia inteiro até ao Barreiro, enquanto que os comboios correios demoravam toda a noite para fazer o mesmo percurso, e depois disso havia uma viagem de uma hora para transpor o Tejo de barco. No entanto, apesar dos seus inconvenientes, viajar de comboio ainda era melhor do que fazer este percurso por via rodoviária, devido ao mau estado das estradas, que faziam as viagens lentas e incómodas.
Em 21 de Janeiro de 1949, foi organizado um comboio especial desde o Barreiro até Portalegre, para o inauguração do lanço entre Cabeço de Vide e Portalegre, tendo viajado o Ministro das Comunicações e outros convidados.
Em 2 de Junho de 1949, o complexo ferroviário do Barreiro foi visitado pelos participantes da reunião da Associação Internacional dos Caminhos de Ferro, que nesse ano teve lugar em Lisboa.

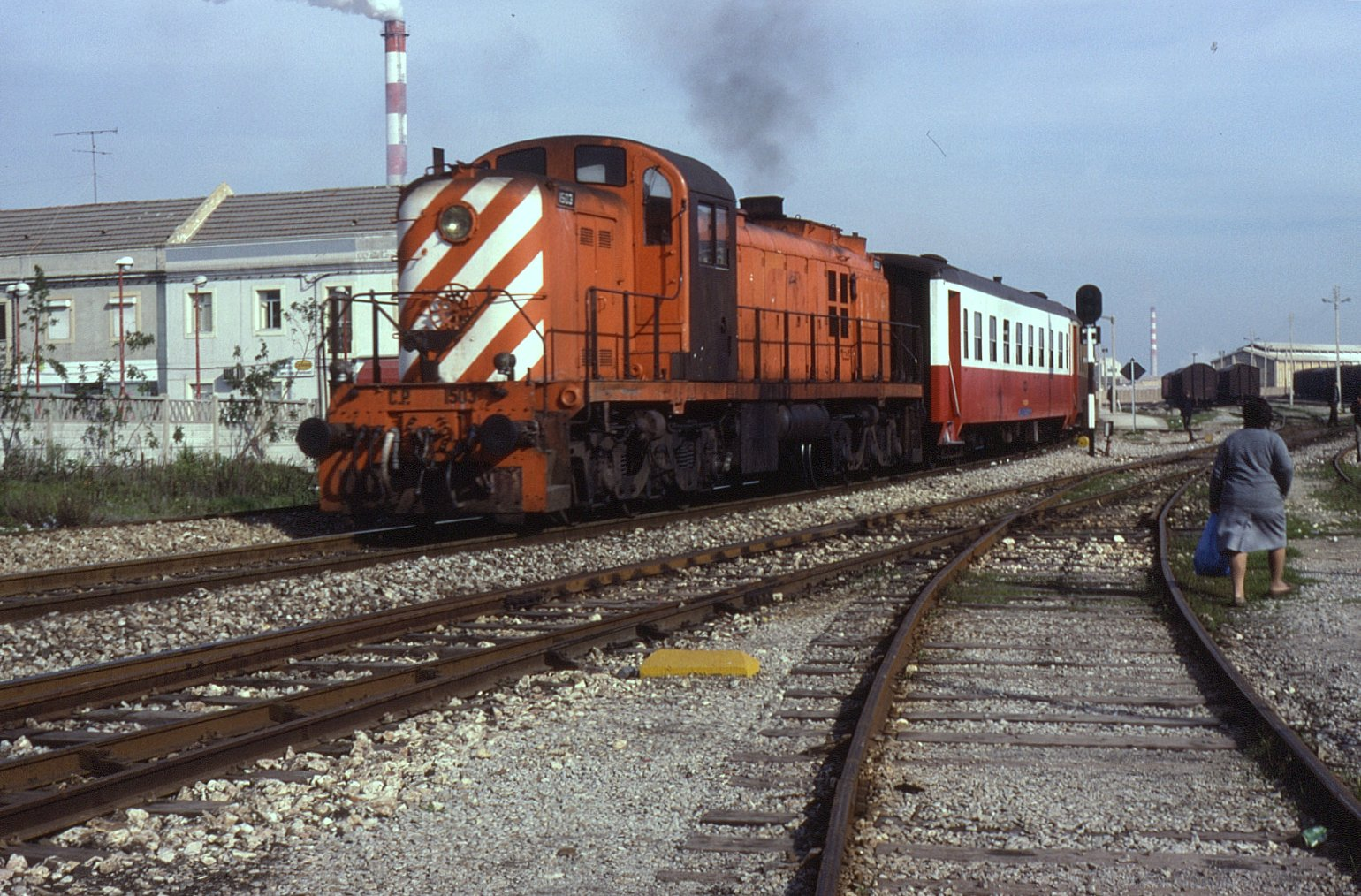
Locomotiva 1503 no Barreiro, em 1990.

#### Década de 1950
Com a progressiva electrificação da rede ferroviária no Norte e Centro do país, a partir da década de 1950, várias famílias de locomotivas foram relegadas para as linhas no Sul do país, sendo adscritas ao depósito do Barreiro; entre as séries que sofreram este processo, estiveram as 1500 e 1300, ambas a gasóleo, e a 070 a 097, a carvão.
Em Maio de 1951, um grupo de ferroviários suíços estiveram nas oficinas do Barreiro, como parte de uma visita a Portugal. Entre 1954 e 1955, foram montados nas oficinas do Barreiro os interiores, os bogies e os freios de várias carruagens, cujas caixas foram construídas pela casa francesa Carel et Fouché. Segundo um edital de 31 de Janeiro de 1955 da Direcção-Geral dos Transportes Terrestres, a Companhia dos Caminhos de Ferro Portugueses tinha pedido licença para explorar uma carreira rodoviária de passageiros entre a cidade de Évora e a estação do Barreiro, servindo várias localidades pelo caminho. Nesse ano a estação tinha quatro ramais particulares, dos quais um era para um depósito de carburantes, e três para instalações fabris, cujo movimento era considerado como sendo originário da estação, contribuindo assim com 93% da sua tonelagem total.
Em 19 de Março de 1959, os Estaleiros Navais de Viana do Castelo foram contratados para construir 2 barcos para os serviços fluviais entre Lisboa e Barreiro, no âmbito do II Plano de Fomento.

#### Décadas de 1960 e 1970
Na década de 1960, entraram ao serviço os novos barcos entre Lisboa e o Barreiro, que estavam equipados com radar, melhorando as condições de segurança e de gestão do tráfego naquele percurso. Em 15 de Setembro de 1966, foi aprovada a suspensão do transporte de mercadorias por barco entre o Barreiro e Lisboa, que passou a ser feito por via rodoviária e ferroviária.
Em 16 de Agosto de 1968, a Gazeta dos Caminhos de Ferro noticiou que a Companhia dos Caminhos de Ferro Portugueses estava a preparar um grande programa de remodelação das suas vias férreas, incluindo a renovação integral do lanço entre o Barreiro e Faro, via Setúbal. Em 16 de Dezembro desse ano, a Gazeta dos Caminhos de Ferro relatou que em breve seria encerrado o Ramal do Seixal, cujo serviço seria substituído por uma carreira fluvial entre o Barreiro e o Seixal.
Em 1969, várias carruagens de madeira foram metalizadas nas oficinas do Barreiro, formando a Série B600. A partir dos finais da década de 1960, verifica-se um grande aumento no número de mulheres nos quadros da Companhia dos Caminhos de Ferro Portugueses, levando ao início de um programa de construção de infantários nas suas estações, incluindo no Barreiro.
Em 1977, a Companhia dos Caminhos de Ferro Portugueses é nacionalizada, passando a denominar-se Caminhos de Ferro Portugueses. Nesse ano, iniciou-se um sistema de classe única em várias linhas suburbanas, incluindo no percurso entre o Barreiro e Praias - Sado.

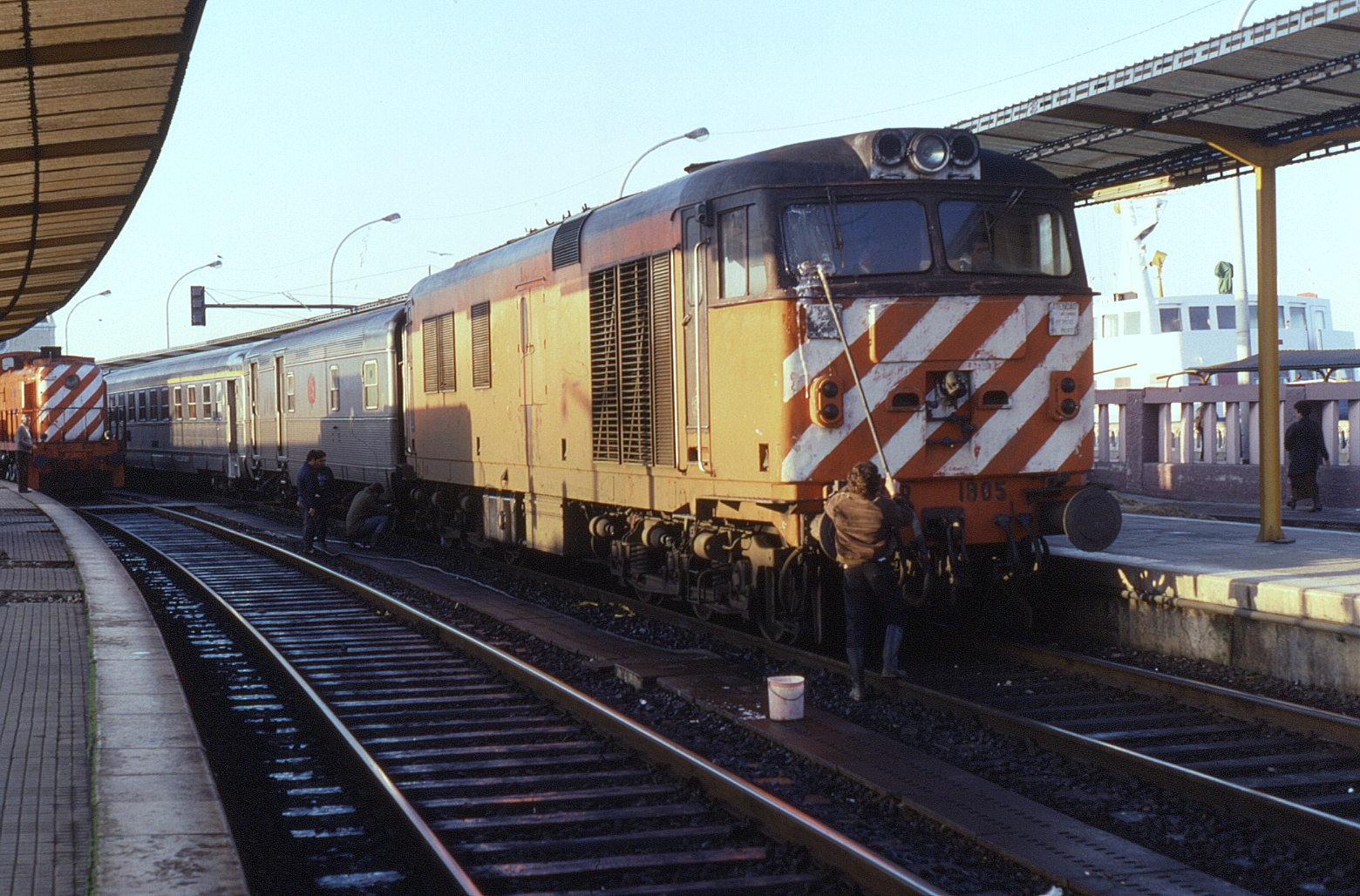
Locomotiva 1805 na estação, em 1990.

#### Década de 1990
Em 1990, iniciam-se os comboios Intercidades entre o Barreiro, Beja e Évora.
Em 1995, foi construído um novo terminal rodo-ferro-fluvial no Barreiro.

### Século XXI
A antiga estação do Barreiro - Sul e Sueste foi abatida ao serviço em 14 de Dezembro de 2008, quando foi inaugurada a nova estação, como parte do projecto de modernização da Linha do Sado.
Este projecto foi executado pela Rede Ferroviária Nacional, e também incluiu a reconstrução das estações do Barreiro-A e Lavradio. A nova estação ficou situada a nascente da antiga, de forma a ficar mais perto do terminal fluvial. Com a entrada em serviço da nova estação, o antigo terminal ferroviário foi encerrado e entrou em abandono, situação que foi criticada pela autarquia do Barreiro em 2010, que pretendia preservar aquela estrutura. A Câmara Municipal comunicou a decisão de preservar e requalificar o antigo edifício da estação, destacando o valor simbólico desta infra-estrutura na história ferroviária da cidade. Naquela altura, a autarquia estava a elaborar um plano de urbanização, que poderia trazer alterações à zona da estação.
Em Janeiro de 2011, apresentava três vias de circulação, com 208, 170 e 145 m de comprimento; as plataformas tinham todas 102 m de extensão, e 90 cm de altura — valores mais tarde alterados para os atuais.